# Plan Piratome
En France, le plan Piratome est un plan de sécurité d'urgence concernant les risques radioactifs, et notamment de « bombe radiologique », c'est-à-dire une bombe classique qui servirait à disséminer des produits radioactifs.
Les produits radioactifs émettent des rayonnements ionisants nocifs (irradiation), mais qui sont rapidement atténués par quelques mètres ou dizaines de mètres d'air. Le principal risque est la contamination, c'est-à-dire l'absorption — par inhalation (respiration de poussière de produits radioactifs) ou par ingestion (manger ou boire des produits contenant de telles poussières) — ou le dépôt sur la peau. En cas de contamination, la personne se trouve irradiée de l'intérieur ou par contact, et ne profite donc pas de l'effet protecteur de l'atmosphère.
Le plan présente de nombreux points communs avec le plan Biotox : en effet, si les effets sont différents, la contamination et la décontamination suivent les mêmes principes.
Les principales mesures sont :
- la détection d'une bombe sale : les intervenants doivent pouvoir distinguer une bombe classique d'une bombe sale et faire une estimation réaliste des dangers encourus  ; le pouvoir politique prend une décision (dangers, adéquation des moyens disponibles, risques de panique) ;
- la protection des populations, par des mesures de confinement : alerte aux populations et mesures à prendre, diffusées par les médias (s'enfermer, calfeutrer les ouvertures, couper les dispositifs de ventilation et de climatisation, ne pas consommer d'eau du robinet) ;
- la protection des intervenants, par une combinaison NBC ;
- la création d'une décontamination : déshabillage, douche (avec de l'eau et du savon ou avec une solution de DTPA à 25%, en particulier au niveau des cheveux et de la barbe) puis séchage.